# Frederik Cornelis Tromp

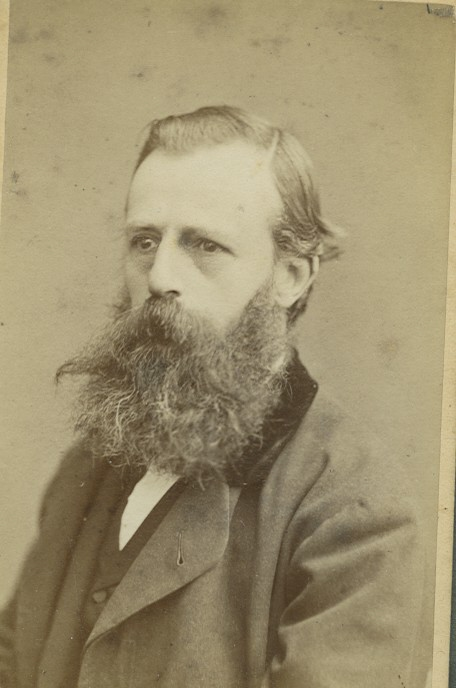
Frederik Cornelis Tromp (um 1885)

Frederik Cornelis Tromp (* 13. März 1828 in Vlissingen, Provinz Zeeland; † 19. Juli 1900 in Den Haag) war ein niederländischer Seeoffizier und konservativ-liberaler Politiker, der unter anderem von 1877 bis 1879 Beigeordneter (Wethouder) von Amsterdam sowie zwischen 1887 und 1888 dritter Marineminister im Kabinett Heemskerk Azn. war. Zugleich fungierte er 1887 kurzzeitig als kommissarischer Minister für Wasserwirtschaft, Handel und Industrie.

## Leben
Frederik Cornelis Tromp, dessen Vater Mitbegründer des Königlich Niederländischen Ingenieurinstituts KIVI (Koninklijk Instituut van Ingenieurs) war, absolvierte eine Ausbildung zum Seeoffizier. Er diente nach deren Abschluss auf mehreren Schiffen im Gebiet der Westindischen Inseln und wurde am 1. Januar 1850 zum Leutnant zur See (Luitenant ter zee tweede klasse) befördert. Er musste wegen eines Leberproblems bereits am 1. Februar 1854 aus dem aktiven Militärdienst ausscheiden und wechselte daraufhin als Mitarbeiter zu einer Schifffahrtsversicherung. Daneben engagierte er sich als Mitglied des Wahlvereins Burgerpligt in der Amsterdamer Kommunalpolitik und war auch Mitglied der dortigen Handelskammer. Weiterhin war er Vorsitzender des Gesamtvorstandes der Gesellschaft für die Arbeiterklasse (Maatschappij voor den werkenden stand) sowie Vorstandsmitglied des nach Königin Sophia benannten Tierschutzvereins (Koningin Sophia-Vereeniging tot Bescherming van Dieren). Am 28. Februar 1877 wurde er Beigeordneter (Wethouder) von Amsterdam für öffentliche Arbeiten und bekleidete diese Funktion bis zum 2. September 1879, wobei er seine Ernennung zum Beigeordneten erst nach einem Tag Überlegung angenommen hatte, weil er sich selbst dafür nicht geeignet hielt. Zugleich wurde er für die Konservativ-Liberalen am 4. Juli 1877 auch zum Mitglied des Parlaments (Provinciale Staten) der Provinz Noord-Holland und vertrat in diesem bis zum 4. Juli 1883 den Wahlkreis Amsterdam.
Als Nachfolger des zurückgetretenen Willem Lodewijk Adolf Gericke übernahm Tromp am 26. Januar 1887 im Kabinett Heemskerk Azn. das Amt des Marineministers (Minister van Marine) und war damit bis zum 21. April 1888 der vierte Minister in diesem Amt. Zugleich fungierte er nach dem Rücktritt von Johannes Gregorius van den Bergh zwischen dem 10. Juni und dem 11. Juli 1887 auch als kommissarischer Minister für Wasserwirtschaft, Handel und Industrie (Minister van Waterstaat, Handel en Nijverheid ad interim). Neben dem Haushalt verteidigte er im Parlament (Generalstaaten) zwei Gesetzentwürfe, zum einen über eine Abfindungsregelung für Nachwuchskräfte der Marine und als amtierender Minister der Kolonien (waarnemend Minister van Koloniën) zu einem Abkommen über den Paketversand in Niederländisch-Ostindien. Für seine Verdienste wurde ihm 1888 das Ritterkreuz des Ordens vom Niederländischen Löwen verliehen.